# Kegelbillard
Kegelbillard oder Billard-Kegeln ist der Oberbegriff für mehrere Disziplinen im Billard, bei denen auf dem Tisch aufgestellte Kegel umgeworfen werden müssen. Innerhalb der DBU ist Kegelbillard dem Karambolage-Billard zugeordnet.

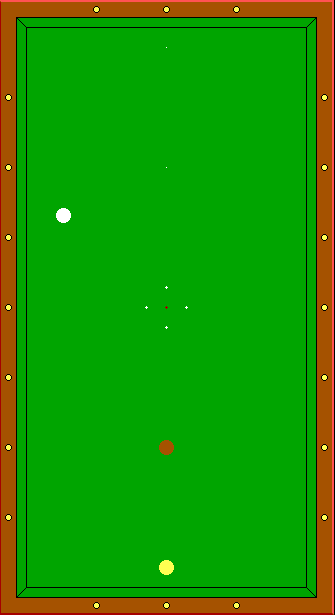
Billardtisch mit Kegelmarkierungen in der Mitte

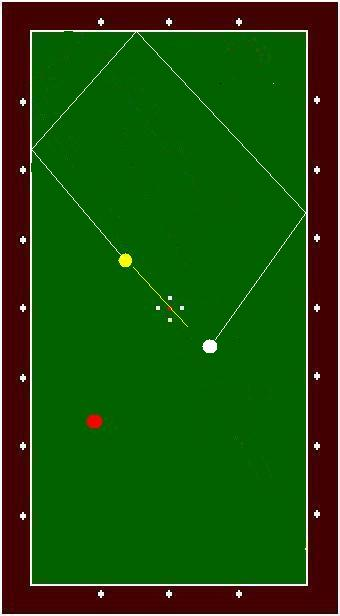
Korrekt ausgeführter Stoß über Vorbande

## 5-Kegel-Billard
5-Kegel-Billard (auch Cinque Birilli, Stecca oder Cinco Quillas) wird auf dem Karambolagebillardtisch gespielt. Es werden 5 kleine Kegel (Material: Plastik, Höhe 25 mm, 4 × weiß, 1 × rot; sehr ähnlich den Figuren beim Mensch ärgere Dich nicht) in der Mitte des Tisches platziert; wie auf der Abbildung zu sehen – der rote Kegel kommt dabei in die Mitte.
Gespielt wird entweder auf das Erreichen einer festgelegten Punktzahl oder heute häufiger im Satzsystem, bei dem der Gewinn einer festgelegten Anzahl Sätze vorgegeben ist, in denen wiederum eine definierte Punktzahl zu erreichen ist. Auf internationalen Turnieren werden oft Sätze bis 60 Punkte gespielt – Ausspielziel 3 Gewinnsätze („Best of Five“).
Die wesentliche Besonderheit des 5-Kegel-Billards ist der Stoßwechsel – es wird immer abwechselnd gestoßen, unabhängig vom Erfolg. Diese Besonderheit stellt die große taktische Herausforderung dieses Spiels dar, da der Spieler mit jedem Stoß überlegen muss, ob er offensiv spielt und viele Punkte erzielen möchte, oder eher defensiv spielt und wenige oder gar keine Punkte macht, um seinem Gegner ein schwieriges Bild zu hinterlassen und diesen zu Fouls zu zwingen. Hierzu versucht man, Weiß und Gelb so auf dem Tisch zu hinterlassen, dass das Kegelbild dazwischen liegt – optimalerweise also in sich diagonal gegenüberliegenden Ecken.
Jeder Spieler hat einen festgelegten Spielball (Weiß oder Gelb), mit dem er zuerst den Ball des Gegners treffen muss, um einen regelkonformen Stoß auszuführen.
Punkte können dann erzielt werden durch Karambolagen und/oder Kegelwurf:
Karambolagen
- Der Spielball trifft nach Kontakt mit dem gegnerischen Ball den roten Ball (4 Punkte).
- Der Spielball trifft den Ball des Gegners und treibt diesen auf den roten Ball (3 Punkte).

Kegelwurf (der Ball des Gegners und/oder der rote Ball laufen in die Kegel) – hierbei gibt es
- 2 Punkte für jeden gefallenen weißen Kegel,
- im Allgemeinen 4 Punkte für den roten Kegel,
- aber 10 Punkte für den roten Kegel, wenn dieser alleine fällt.

Beispiel: Spieler 1 trifft mit seinem weißen Ball den gelben Ball, dieser trifft den roten Ball und dieser läuft in die Kegel und trifft 3 weiße und den roten Kegel → 3 Punkte für die indirekte Karambolage + 10 Kegelpunkte (3 × 2 + 1 x 4) = 13 Punkte.
Ein Spieler kann auch Foulpunkte erzielen (die dem Gegner als Pluspunkte gutgeschrieben werden), wenn er
- den Ball des Gegners nicht zuerst trifft (2 Foulpunkte) sowie 2 weitere Foulpunkte, wenn der rote Ball getroffen wird, sowie alle evtl. „erkegelten“ Punkte als Foulpunkte (Beispiel: Spieler 1 trifft mit Weiß zuerst Rot, dann Gelb und Gelb trifft 2 weiße Kegel → 8 Foulpunkte: Gelb nicht getroffen (2), Rot getroffen (2), 2 Kegel umgeworfen (4)),

- andere Regelverstöße begeht (z. B. Durchstoß, ein Ball fällt während des Stoßes vom Tisch, …).

Macht der Spieler einen nicht regelkonformen Stoß (Foul), hat der Gegner anschließend „Ball in Hand“ und darf seinen Spielball beliebig in der dem Ball des Gegners gegenüberliegenden Hälfte platzieren und auf Wunsch den gegnerischen Ball auf den Anstoßpunkt stellen lassen.
- Wenn der Spieler einen korrekten Stoß ausgeführt hat, aber der Spielball Kegel umwirft (Beispiel: Spieler 1 trifft mit seinem weißen Ball den gelben Ball, dieser trifft den roten Ball und dieser läuft in die Kegel und trifft den roten Kegel. Der Spielball wirft dann noch zwei weiße Kegel um → 8 Fehlerpunkte (wie oben erklärt, aber da der Spielball beteiligt war, wird alles als Fehler gewertet, d. h., diese werden dem Gegner gutgeschrieben. Dieser muss aber die ihm hinterlassene Situation weiterspielen!)).

5-Kegel-Billard ist eine technisch anspruchsvolle Disziplin, die neben guter Technik auch ein gutes Verständnis für den Lauf der Bälle und die Reaktion der Banden erfordert. Weiterhin ist ein gutes Tempo- und Vorbandspiel erforderlich.
In Deutschland besteht eine 5-Kegel-Billard Bundesliga, die aus 9 Mannschaften besteht. Zudem werden zwei Grand Prix angeboten und diverse Turniere, sowie Landesmeisterschaften, die zur Qualifikation für die zentrale Billardmeisterschaft in Bad Wildungen dienen.
Im 5-Kegel-Billard sind Italien und Argentinien die führenden Billard-Nationen gefolgt von Frankreich, Deutschland und anderen europäischen Ländern. Insbesondere in Italien erfreut sich dieser Sport besonderer Beliebtheit und wird auch in den Medien entsprechend angeboten. Seit 1965 wird in dieser Disziplin ein Weltmeisterschaftsturnier ausgetragen.

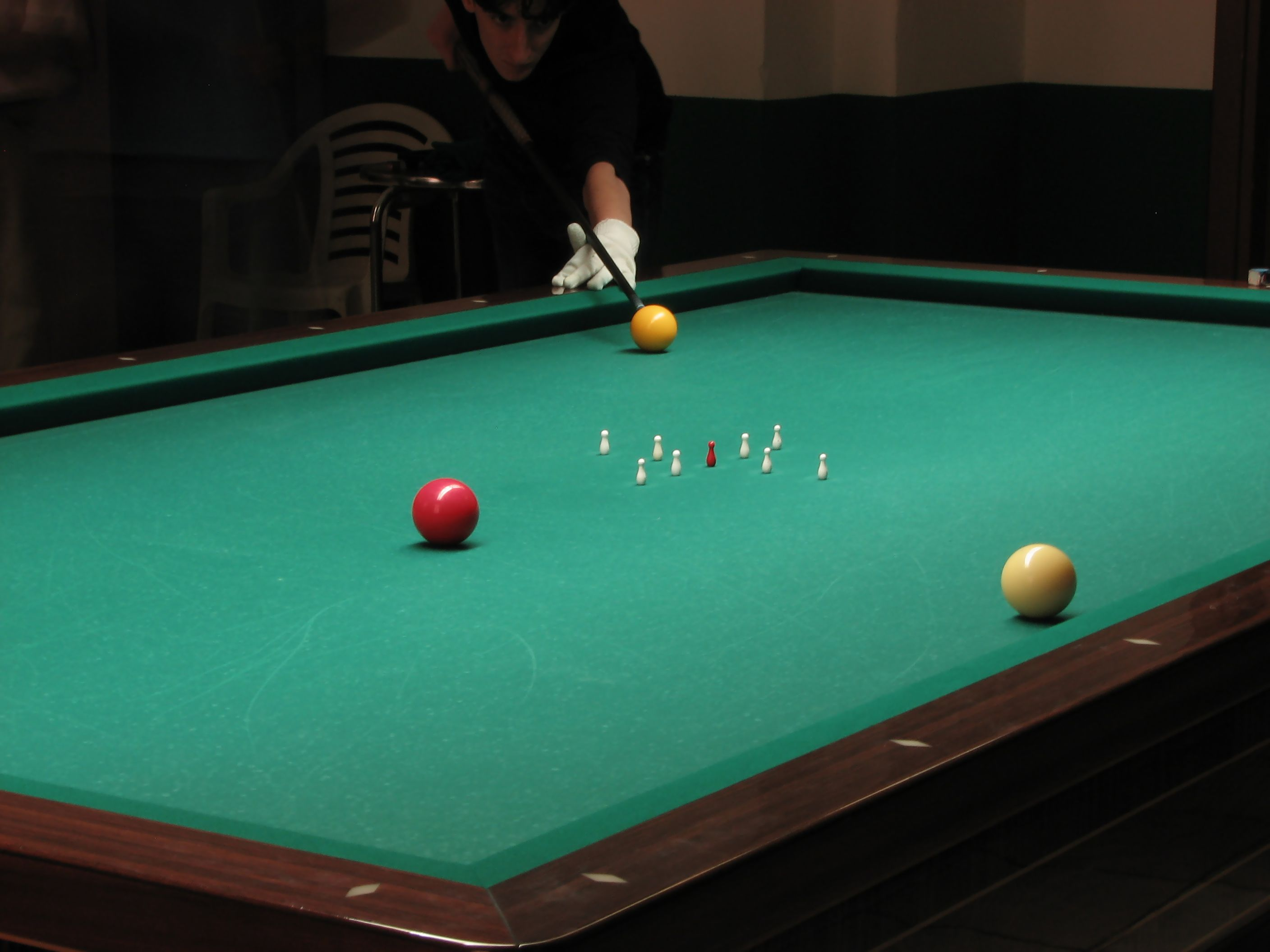
9-Kegel-Billard

## 9-Kegel-Billard
9-Kegel-Billard (auch goriziana) ist eine Variation des 5-Kegel-Billards, bei der vier weiße Kegel hinzugefügt werden. Es unterscheidet sich weiterhin durch die größeren Distanzen (bis 400 Punkte pro Satz) und Zählweise der Punkte:
Karambolagen
- egal welche Variation: 6 Punkte

Kegelfall
- äußere weiße Kegel: 2 Punkte
- innere weiße Kegel: 8 Punkte
- roter Kegel: 10 Punkte

- fällt der rote Kegel alleine: 30 Punkte

BesonderheitWird eine Spielsituation per Vorbande gelöst, zählt das gesamte Ergebnis doppelt.
Beispiel: Spieler 1 = weiß, Spieler 2 = gelb
Spieler 1 spielt seinen Ball gegen eine oder mehrere Banden, trifft dann den gegnerischen gelben Ball, dieser läuft weiter auf die Kegel, kippt den roten Kegel und berührt die rote Kugel (72 Punkte für Spieler 1).
Gleiches gilt bei Foul- und Fehlerpunkten.
Beispiel: Weiß wird gegen Bande gespielt, trifft die rote Kugel und zwei äußere Weiße = (Foul (kein korrekter Stoß) 2 + Foul (Rot getroffen) 2 = 4 + zwei äußere Weiße 4 × 2 = 8 Punkte und Ball in Hand).
Durch das vergrößerte Kegelbild und die Vorbandregel besitzt goriziana einen völlig neuen Spielwitz, da komplett sichtbare und offensive Spielsituationen – eventuell über Vorbande – eine größere Punktausbeute bringen.
Auch 9-Kegelbillard wird vorwiegend in Italien gespielt. In Deutschland wird es dagegen – außer zu Trainingszwecken, um das Vorbandspiel zu verbessern – nur beim seit 2002 ausgerichteten German Grand Prix Goriziana in Neschwitz gespielt.

## Billard-Kegeln
Als Spieltisch wird ein kleinerer Billardtisch mit den Maßen 180 × 90 cm oder alternativ ein kleines Turnierbillard (210 × 105 cm) verwendet. In der Mitte des Tisches werden 5 große Kegel (Material: Holz, Höhe: 105 mm), aufgestellt. Das Spiel wird mit drei Bällen gespielt (rot, weiß und gelb).
Im Gegensatz zu allen anderen Billarddisziplinen ist beim Billard-Kegeln der rote Ball der Spielball – die anderen beiden Bälle werden als Objektbälle bezeichnet.
Ein regelkonformer Stoß ist ausgeführt, wenn ein Objektball getroffen wird und dieser anschließend eine Bande berührt, oder der Spielball mit Vorbande auf einen Objektball gespielt wird.
Bei der „Partie in die Vollen“ hat jeder Spieler 50 oder 100 Stöße hintereinander und muss möglichst viele Punkte erreichen.
Beim „Zweikampf“ darf ein Spieler solange weiterspielen, wie er Pluspunkte erzielt.
Punkte erreicht man durch das Umstoßen von Kegeln sowie Karambolagen und/oder Passagen.
Karambolagen
- Direkte Karambolage: Spielball trifft beide Objektbälle (1 Punkt).
- Indirekte Karambolage: Stoßball trifft Objektball 1 und dieser trifft dann Objektball 2 (1 Punkt).

Kegelwurf (nur durch Objektbälle, die Vorband getroffen wurden oder bereits eine Bande berührt haben)
- Jeder Kegel zählt 1 Punkt.
- Wird nur der mittlere Kegel umgeworfen, zählt dieser 2 Punkte.

Passage (nur durch Objektbälle)
- Ein Objektball läuft durch das Kegelbild ohne Kegel zu werfen (dies kann auch mehrfach bei einem Stoß passieren und bringt jeweils 1 Punkt)

Foulpunkte können wie folgt erzielt werden
- Spielball wirft einen Kegel um.
- Spielball trifft keine weitere Kugel.
- Spielball stößt den Treibball direkt in die Kegel.
- Kugel wird vom Tisch gestoßen.
- Berühren der Kegel mit dem Queue oder einem Körperteil.

Billard-Kegeln war in der früheren DDR weit verbreitet und wird auch heute noch hauptsächlich in Sachsen und Brandenburg gespielt. Der Dachverband Billardkegelverband e. V. mit Sitz in Schlepzig wurde 2012 gegründet, als die meisten Billardkegelvereine für einen Austritt aus der DBU votierten. 2018 näherten sich BKV und DBU mit einem Kooperationsabkommen wieder an.

## In der Kultur
In den Spielfilmen Ich, Chiara und der Finstere (1982) und Bye Bye Baby (1988), die von Billardspielern handeln, spielen die Protagonisten Kegelbillard.